# Fardumeträsk
Der See Fardumeträsk ist der flächenmäßig drittgrößte See auf der schwedische Insel Gotland.  Er liegt im Nordosten der Insel, 40 km nordöstlich von Visby, 11 km nordöstlich von Slite und 7 km östlich von Lärbro im Kirchspiel Rute. 
Der See enthält kalkreiches Wasser, was durch Ausfällung des Kalks zu mächtigen Sedimentbänken führt.  Weil der Wasserspiegel des Sees außerdem noch zu Beginn des 19. Jahrhunderts abgesenkt wurde, ist der See heute sehr flach, und die Sedimentablagerungen reichen teilweise fast bis zur Wasseroberfläche.
Weil der See ein Brutgebiet für viele Vögel ist, darf man die Insel Storholmen in der Mitte des Sees von Februar bis Juli nicht betreten.  Auf der Insel befindet sich ein für gotländische Verhältnisse ungewöhnliches Hochmoor, wo sich sogar Pflanzen finden, die dafür bekannt sind, nicht in kalkreichem Milieu zu gedeihen.
Am Nordende des Sees liegen die mittelalterlichen Steinhäuser von Fardume slott.